# Kościół Bożego Ciała w Józefowie nad Wisłą
Kościół Bożego Ciała – rzymskokatolicki kościół parafialny należący do dekanatu Opole Lubelskie archidiecezji lubelskiej.

## Historia
Świątynia została wzniesiona razem z klasztorem dla zakonu bernardynów w latach 1730-1743 i ufundowana przez Józefa Potockiego, kasztelana lwowskiego. W 1865 roku klasztor został skasowany przez władze carskie za poparcie powstania styczniowego przez bernardynów. Świątynia stała się wtedy kościołem filialnym. W 1915 roku wycofujące się wojska rosyjskie spowodowały pożar kościoła. W dwudziestoleciu międzywojennym świątynia została odbudowana. W 1944 roku kościół został ponownie uszkodzony przez pożar. Odbudowano go po II wojnie światowej.

## Architektura

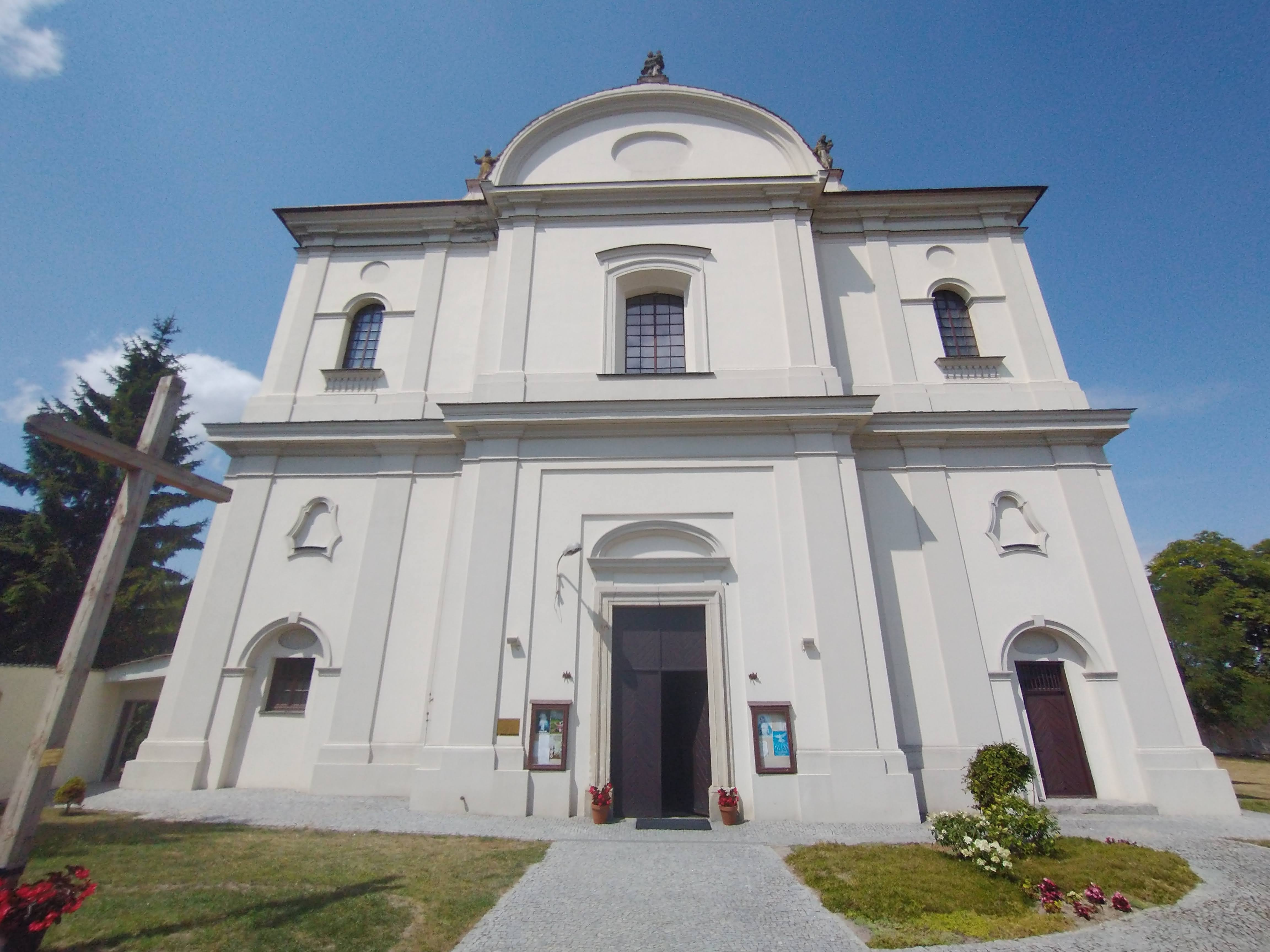
Elewacja wejściowa

Budowla jest jednonawowa, wzniesiona na planie prostokąta, w kryptach znajdują się sklepienia kolebkowe. Z lewej i prawej strony elewacji frontowej, Jest umieszczona prostokątna, dwuprzęsłowa nawa z dwiema wieżami na planie kwadratu. Na szczycie nawy znajduje się rzeźba św. Antoniego z Dzieciątkiem, a po jej lewej i prawej stronie dwie kamienne rzeźby – św. Józefa i św. Franciszka z Dzieciątkiem. kościół nakryty jest dachem dwuspadowym, obniżonym nad prezbiterium. Wejście do świątyni jest poprzedzone przedsionkiem, w którego wnętrzu jest umieszczony ołtarz Matki Bożej Częstochowskiej, z obrazem Jezusa Miłosiernego. Nad arkadą prowadzącą do wnętrza budowli jest umieszczony chór muzyczny z organami o 4 głosach wykonanymi w 1968 roku. Nawę główną dzielą pary pilastrów, pomiędzy którymi są umieszczone płytkie arkadowe wnęki ołtarzowe. W prawym narożniku skrzyżowania nawy z transeptem znajduje się ołtarz z obrazem Matki Bożej, flankowany ze wszystkich stron przez dwie kolumny wzniesione w porządku korynckim i pilaster. Z lewej strony jest umieszczona zabytkowa ambona, pod którą jest umieszczony obraz z wizerunkiem Józefa Potockiego. Najważniejszą częścią kościoła jest dwuprzęsłowe, prostokątne prezbiterium. W jego wnętrzu jest umieszczony ołtarz główny Miłosierdzia Bożego, wykonany w XX wieku. W nadstawie ołtarzowej umieszczony jest krucyfiks wykonany w XVIII wieku. Jest otoczony przez zabytkowe obrazy: Matki Bożej, św. Antoniego i św. Franciszka. Wnętrze świątyni reprezentuje styl barokowy.

## Galeria

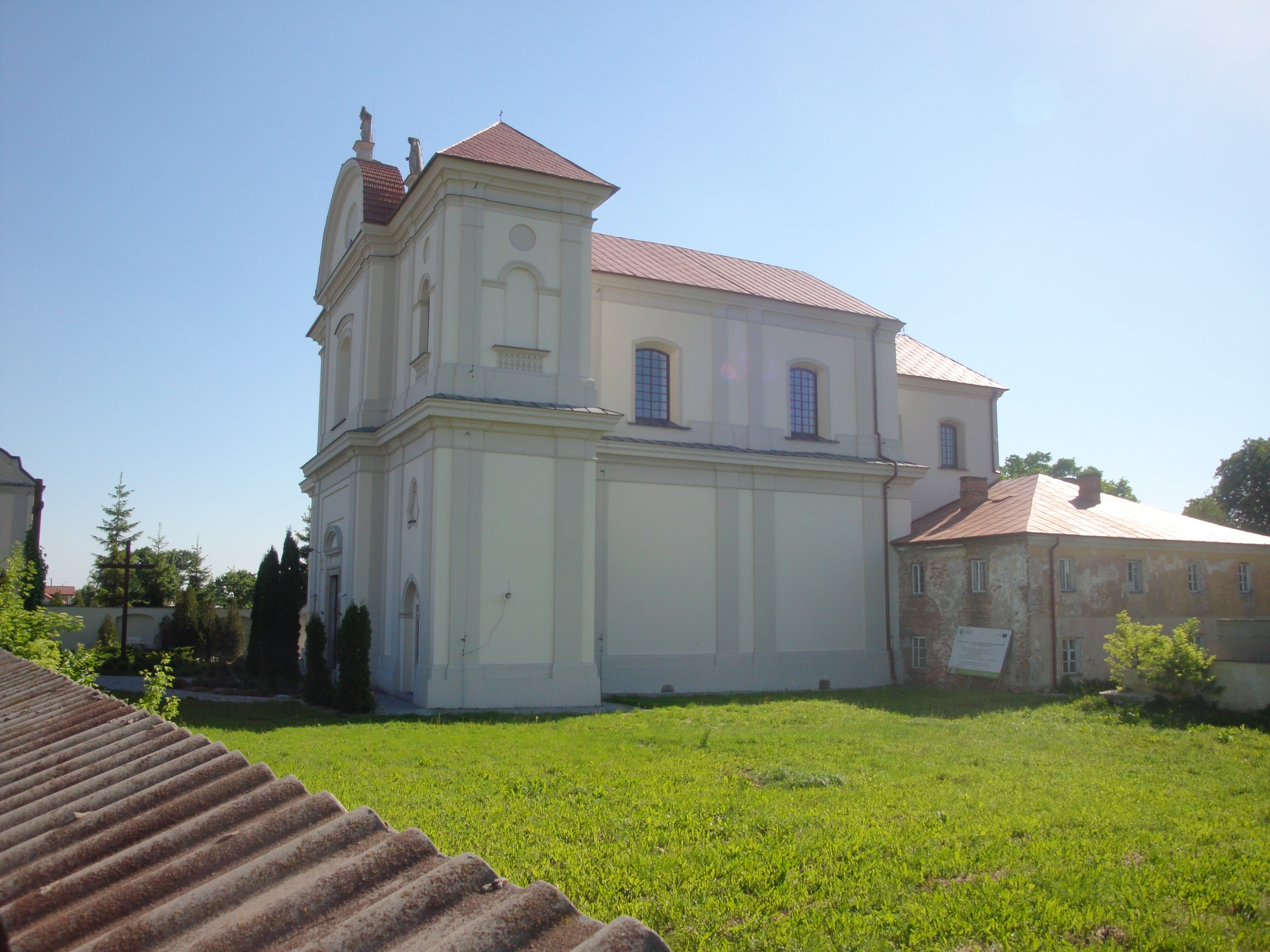
Elewacja północna
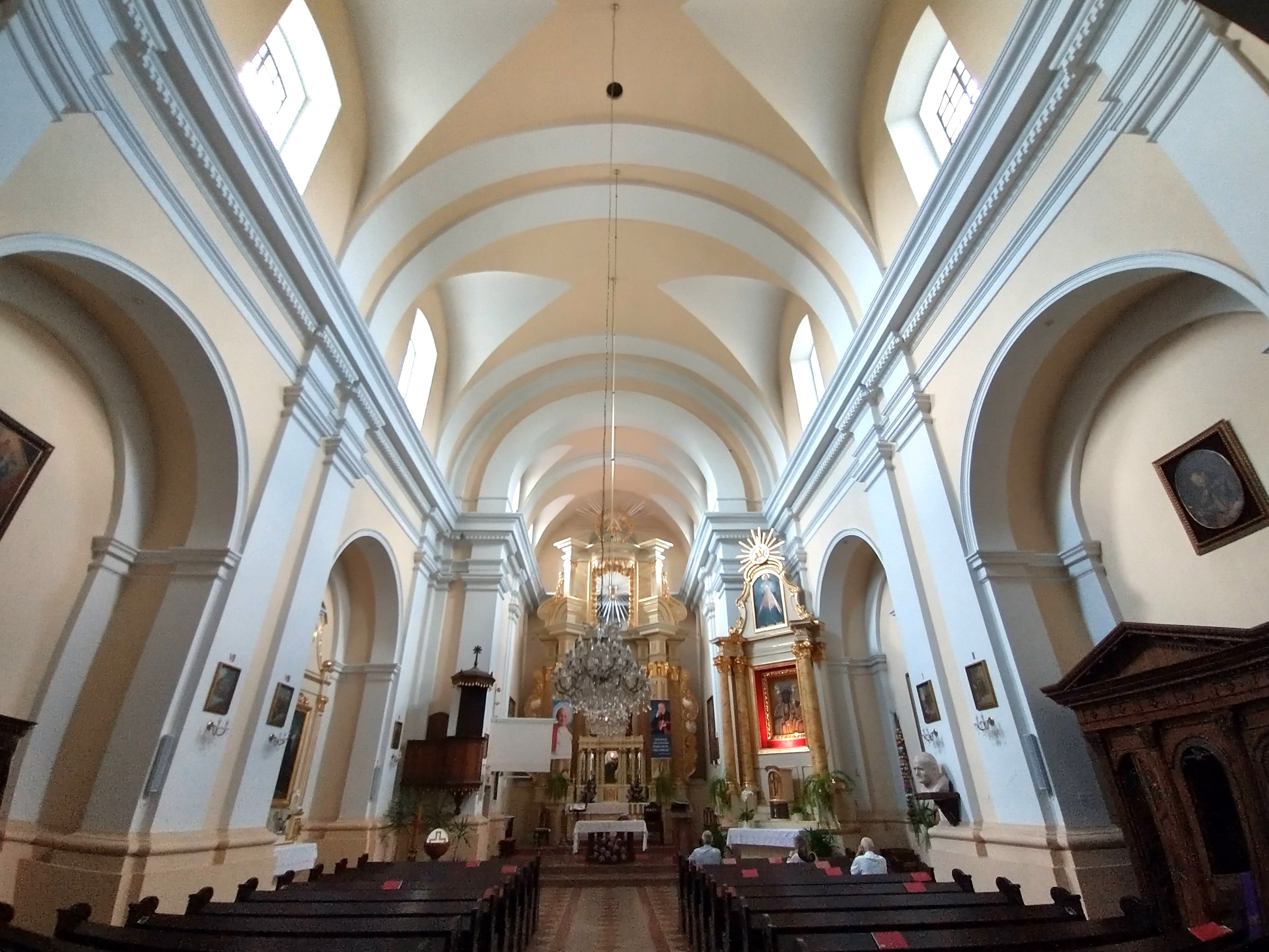
Wnętrze
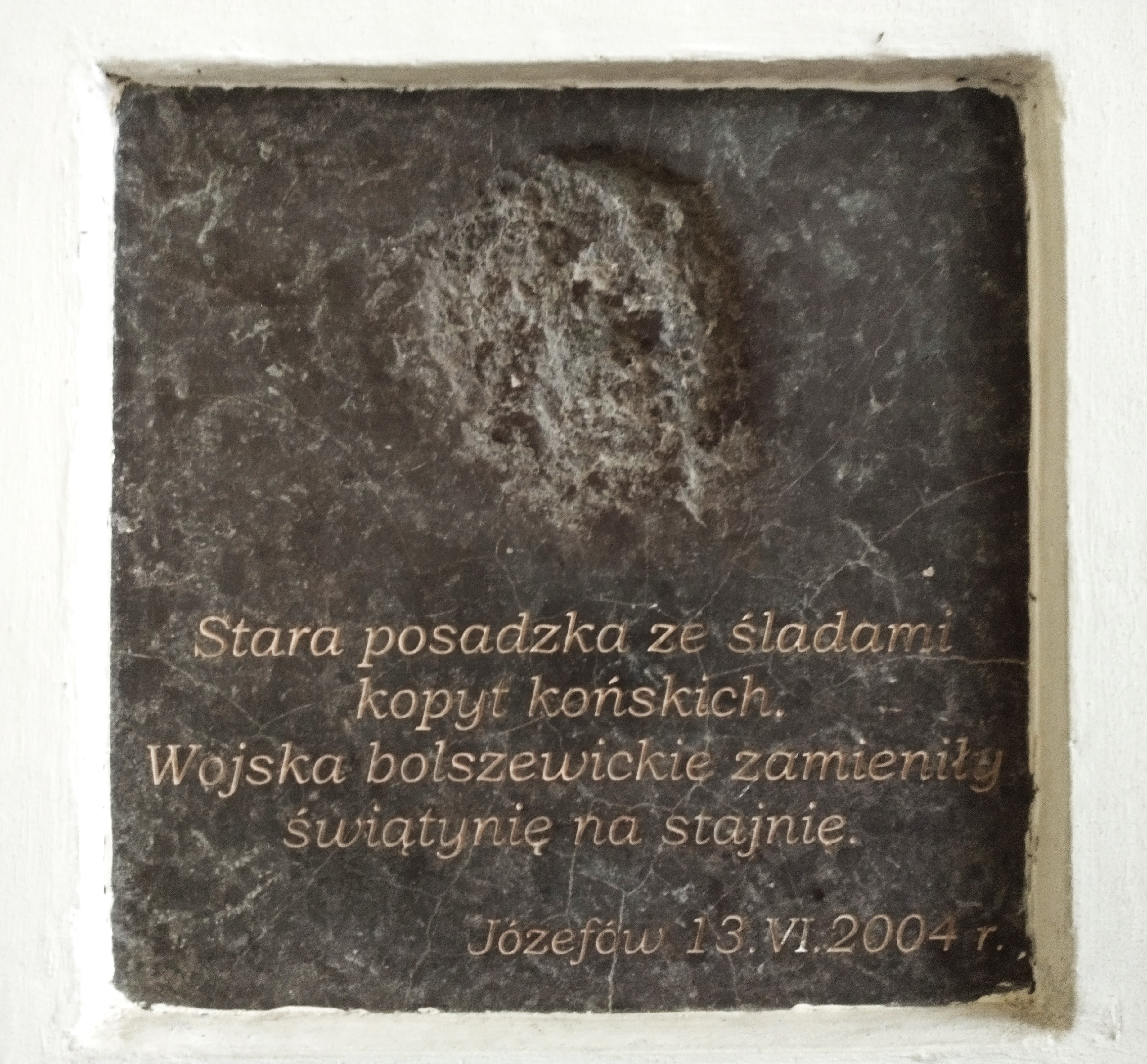
Bolszewickie kopyto